# Teen Choice Awards 2015
Die Teen Choice Awards 2015 wurden am 16. August 2015 im Galen Center in Los Angeles abgehalten und von den Schauspielern Ludacris, Gina Rodriguez und Josh Peck moderiert. Es ist die 17. Verleihung der Awards seit der ersten Verleihung im Jahre 1999. Die Nominierungen wurden in zwei Teilen am 9. Juni und 8. Juli 2015 bekanntgegeben. Die Ausstrahlung der Sendung in den Vereinigten Staaten übernahm der US-amerikanische Sender Fox. Die Awards werden in mehrere Bereiche aufgeteilt, darunter “Music”, “TV” und “Movie”.

## Preisträger und Nominierte

### Music
| Choice Music: Male Artist - Ed Sheeran - Jason Derulo - Nick Jonas - Shawn Mendes - Pitbull - Sam Smith Choice Music: Female Artist - Demi Lovato - Iggy Azalea - Selena Gomez - Ariana Grande - Rihanna - Taylor Swift Choice Music: Male Group - One Direction - 5 Seconds of Summer - Fall Out Boy - Imagine Dragons - Maroon 5 - OneRepublic Choice Music: Female Group - Fifth Harmony - The Barden Bellas - Cimorelli - Haim - Icona Pop - Little Mix Choice Music: R&B/Hip-Hop Artist - Wiz Khalifa - Iggy Azalea - Drake - Nicki Minaj - The Weeknd - Kanye West Choice Music: Country Artist - Carrie Underwood - Luke Bryan - Florida Georgia Line - Hunter Hayes - Miranda Lambert - Blake Shelton Choice Music: Single Male Artist - Ed Sheeran – „Thinking Out Loud“ - Nick Jonas – „Jealous“ - Shawn Mendes – „Stitches“ - Mark Ronson feat. Bruno Mars – „Uptown Funk“ - Jack Ü feat. Justin Bieber – „Where Are Ü Now“ - Sam Smith – „Lay Me Down“ Choice Music: Single Female Artist - Ariana Grande – “One Last Time” - Kelly Clarkson – „Heartbeat Song“ - Jessie J, Ariana Grande & Nicki Minaj – „Bang Bang“ - Britney Spears & Iggy Azalea – „Pretty Girls“ - Taylor Swift – „Shake It Off“ - Meghan Trainor – „All About That Bass“ Choice Music: Single Group - One Direction – „Steal My Girl“ - 5 Seconds of Summer – „What I Like About You“ - Echosmith – „Cool Kids“ - Fall Out Boy – „Centuries“ - Fifth Harmony feat. Kid Ink – „Worth It“ - Maroon 5 – „Sugar“ Choice Music: International Artist - Super Junior - 2NE1 - 5 Seconds of Summer - Girls’ Generation - Little Mix - One Direction Choice Music: R&B/Hip-Hop Song - Wiz Khalifa feat. Charlie Puth – „See You Again“ - Flo Rida feat. Robin Thicke & Verdine White – „I Don’t Like It, I Love It“ - Rihanna – „Bitch Better Have My Money“ - Rihanna, Kanye West & Paul McCartney – „FourFiveSeconds“ - Silentó – „Watch Me (Whip/Nae Nae)“ - The Weeknd – „Earned It“ Choice Music: Rock Song - Hozier – „Take Me To Church“ - George Ezra – „Budapest“ - Fall Out Boy – „Uma Thurman“ - Imagine Dragons – „I Bet My Life“ - Twenty One Pilots – „Tear In My Heart“ - X Ambassadors – „Renegades“ Choice Music: Country Song - Carrie Underwood – „Little Toy Guns“ - Luke Bryan – „Kick the Dust Up“ - Florida Georgia Line – „Sippin’ on Fire“ - Hunter Hayes – „21“ - Sam Hunt – „Take Your Time“ - Megan and Liz – „That Ghost“ | Choice Music: Summer Song - Fifth Harmony feat. Kid Ink – „Worth It“ - Selena Gomez feat. A$AP Rocky – „Good for You“ - Demi Lovato – „Cool for the Summer“ - Omi – „Cheerleader (Felix Jaehn Remix Radio Edit)“ - Rachel Platten – „Fight Song“ - Taylor Swift feat. Kendrick Lamar – „Bad Blood“ Choice Music: Love Song - One Direction – „Night Changes“ - Fifth Harmony – „Sledgehammer“ - Little Mix – „Black Magic“ - Maroon 5 – „Sugar“ - Ed Sheeran – „Thinking Out Loud“ - The Weeknd – „Earned It“ Choice Music: Break-Up Song - Taylor Swift feat. Kendrick Lamar – „Bad Blood“ - Selena Gomez – „The Heart Wants What It Wants“ - Elle King – „Ex’s & Oh’s“ - Ed Sheeran – „Don’t“ - Jack Ü feat. Justin Bieber – „Where Are U Now?“ - Meghan Trainor – „Lips Are Movin“ Choice Music: Party Song - One Direction – „No Control“ - Rihanna – „Bitch Better Have My Money“ - Mark Ronson feat. Bruno Mars – „Uptown Funk“ - Taylor Swift – „Blank Space“ - Walk the Moon – „Shut Up and Dance“ - Zedd feat. Selena Gomez – „I Want You to Know“ Choice Summer Music Star: Male - Ed Sheeran - Justin Bieber - Jason Derulo - Andy Grammer - Shawn Mendes - The Weeknd Choice Summer Music Star: Female - Taylor Swift - Selena Gomez - Ariana Grande - Demi Lovato - Nicki Minaj - Rihanna Choice Summer Music Star: Group - One Direction - 5 Seconds of Summer - Echosmith - Fifth Harmony - Little Mix - Maroon 5 Choice Music: Collaboration - Taylor Swift feat. Kendrick Lamar – „Bad Blood“ - David Guetta feat. Nicki Minaj, Bebe Rexha & Afrojack – „Hey Mama“ - Mark Ronson feat. Bruno Mars – „Uptown Funk“ - Jack Ü feat. Justin Bieber – „Where Are U Now?“ - Britney Spears & Iggy Azalea – „Pretty Girls“ - Wiz Khalifa feat. Charlie Puth – „See You Again“ Choice Music: Breakout Artist - Little Mix - Andy Grammer - Tove Lo - Rachel Platten - Meghan Trainor - The Weeknd Choice Music: Next Big Thing - Bea Miller - Clark Beckham - Kalin and Miles - Skate Maloley - Neon Jungle - Spring King Choice Music: TV or Movie Song - Wiz Khalifa feat. Charlie Puth – „See You Again“ aus Fast & Furious 7 (Furious 7) - Ellie Goulding – „Love Me like You Do“ aus Fifty Shades of Grey - Jussie Smollett & Bryshere Y. Gray – „You’re So Beautiful“ aus Empire - Jessie J – „Flashlight“ aus Pitch Perfect 2 - Ross Lynch, Maia Mitchell, Garrett Clayton, Grace Phipps, John Deluca & Jordan Fisher – „Gotta Be Me“ aus Teen Beach 2 - Shawn Mendes – „Believe“ aus Descendants – Die Nachkommen (Descendants) Choice Summer Tour - One Direction – „On the Road Again Tour“ - 5 Seconds of Summer – „Rock Out with Your Socks Out“ - Fall Out Boy & Wiz Khalifa – „The Boys of Zummer Tour“ - Ariana Grande – „The Honeymoon Tour“ - Ed Sheeran – „X World Tour“ - Taylor Swift – „The 1989 World Tour“ |

### TV
| Choice TV Show: Drama - Pretty Little Liars - Castle - Empire - The Fosters - Grey’s Anatomy - Nashville Choice TV Actor: Drama - Ian Harding – Pretty Little Liars - Keegan Allen – Pretty Little Liars - Jake T. Austin – The Fosters - Nathan Fillion – Castle - Terrence Howard – Empire - Jussie Smollett – Empire Choice TV Actress: Drama - Lucy Hale – Pretty Little Liars - Taraji P. Henson – Empire - Maia Mitchell – The Fosters - Shay Mitchell – Pretty Little Liars - Hayden Panettiere – Nashville - Kerry Washington – Scandal Choice TV Show: Fantasy/Sci-Fi - Vampire Diaries (The Vampire Diaries) - The 100 - Arrow - Marvel’s Agents of S.H.I.E.L.D. - Once Upon a Time – Es war einmal … (Once Upon a Time) - Sleepy Hollow Choice TV Actor: Fantasy/Sci-Fi - Jared Padalecki – Supernatural - Stephen Amell – Arrow - Joseph Morgan – The Originals - Bob Morley – The 100 - Ian Somerhalder – Vampire Diaries (The Vampire Diaries) - Paul Wesley – Vampire Diaries (The Vampire Diaries) Choice TV Actress: Fantasy/Sci-Fi - Nina Dobrev – Vampire Diaries (The Vampire Diaries) - Candice Accola – Vampire Diaries (The Vampire Diaries) - Jennifer Morrison – Once Upon a Time – Es war einmal … (Once Upon a Time) - Danielle Panabaker – The Flash - Emily Bett Rickards – Arrow - Eliza Taylor – The 100 Choice TV Show: Comedy - The Big Bang Theory - Austin & Ally - Awkward – Mein sogenanntes Leben (Awkward.) - Das Leben und Riley (Girl Meets World) - New Girl - Young & Hungry Choice TV Actor: Comedy - Ross Lynch – Austin & Ally - Anthony Anderson – Black-ish - Jaime Camil – Jane the Virgin - Chris Colfer – Glee - Jim Parsons – The Big Bang Theory - Andy Samberg – Brooklyn Nine-Nine Choice TV Actress: Comedy - Lea Michele – Glee - Dove Cameron – Liv und Maddie (Liv and Maddie) - Kaley Cuoco – The Big Bang Theory - Emily Osment – Young & Hungry - Gina Rodriguez – Jane the Virgin - Zendaya – K.C. Undercover Choice TV: Animated Show - Family Guy - Adventure Time – Abenteuerzeit mit Finn und Jake (Adventure Time) - Willkommen in Gravity Falls (Gravity Falls) - Regular Show – Völlig abgedreht (Regular Show) - Die Simpsons (The Simpsons) - Star Wars Rebels | Choice TV Show: Reality Show - The Voice - American Idol - Dance Moms - Keeping Up with the Kardashians - Lip Sync Battle - MasterChef Junior Choice Summer TV Show - Teen Wolf - Baby Daddy - Chasing Life - Faking It - Scream - So You Think You Can Dance Choice Summer TV Star: Male - Tyler Blackburn – Pretty Little Liars - David Lambert – The Fosters - Ross Lynch – Teen Beach 2 - Tyler Posey – Teen Wolf - Gregg Sulkin – Faking It - Mike Vogel – Under the Dome Choice Summer TV Star: Female - Ashley Benson – Pretty Little Liars - Troian Bellisario – Pretty Little Liars - Willa Fitzgerald – Scream - Laura Marano – Austin & Ally - Maia Mitchell – Teen Beach 2 - Italia Ricci – Chasing Life Choice TV Breakout Show - Empire - Becoming Us - Black-ish - iZombie - Jane the Virgin - Younger Choice TV Breakout Star - Grant Gustin – The Flash - Bryshere Y. Gray – Empire - Candice Patton – The Flash - Gina Rodriguez – Jane the Virgin - Yara Shahidi – Black-ish - Jussie Smollett – Empire Choice TV: Chemistry - Jensen Ackles & Misha Collins – Supernatural - Trai Byers, Bryshere Y. Gray, Taraji P. Henson, Terrence Howard & Jussie Smollett – Empire - Johnny Galecki, Jim Parsons, Kaley Cuoco, Simon Helberg & Kunal Nayyar – The Big Bang Theory - Katerina Graham & Ian Somerhalder – Vampire Diaries (The Vampire Diaries) - Grant Gustin & Candice Patton – The Flash - Ross Lynch & Laura Marano – Austin & Ally Choice TV: Liplock - Nina Dobrev & Ian Somerhalder – Vampire Diaries (The Vampire Diaries) - Candice Accola & Paul Wesley – Vampire Diaries (The Vampire Diaries) - Jennifer Morrison & Colin O’Donoghue – Once Upon a Time – Es war einmal … (Once Upon a Time) - Candice Patton & Grant Gustin – The Flash - Emily Bett Rickards & Stephen Amell – Arrow - Gina Rodriguez & Justin Baldoni – Jane the Virgin Choice TV Scene Stealer - Dylan O’Brien – Teen Wolf - Trai Byers – Empire - Katerina Graham – Vampire Diaries (The Vampire Diaries) - Sasha Pieterse – Pretty Little Liars - Bella Thorne – Scream - Ashley Tisdale – Young & Hungry Choice TV Villain - „A“ – Pretty Little Liars - Thomas Cavanagh – The Flash - The Dread Doctors – Teen Wolf - Terrence Howard – Empire - Matthew Nable – Arrow - Chris Wood – Vampire Diaries (The Vampire Diaries) |

### Movie
| Choice Movie: Drama - Wenn ich bleibe (If I Stay) - Herz aus Stahl (Fury) - City of McFarland (McFarland, USA) - Für immer Adaline (The Age of Adaline) - Kein Ort ohne dich (The Longest Ride) - Die Entdeckung der Unendlichkeit (The Theory of Everything) Choice Movie Actor: Drama - Scott Eastwood – Kein Ort ohne dich (The Longest Ride) - James Franco – True Story – Spiel um Macht (True Story) - Chris Hemsworth – Blackhat - Jonah Hill – True Story – Spiel um Macht (True Story) - Logan Lerman – Herz aus Stahl (Fury) - Eddie Redmayne – Die Entdeckung der Unendlichkeit (The Theory of Everything) Choice Movie Actress: Drama - Chloë Grace Moretz – Wenn ich bleibe (If I Stay) - Felicity Jones – True Story – Spiel um Macht (True Story) & Die Entdeckung der Unendlichkeit (The Theory of Everything) - Blake Lively – Für immer Adaline (The Age of Adaline) - Britt Robertson – Kein Ort ohne dich (The Longest Ride) - Kristen Stewart – Still Alice – Mein Leben ohne Gestern (Still Alice) - Reese Witherspoon – Der große Trip – Wild (Wild) Choice Movie: Action - Fast & Furious 7 (Furious 7) - Die Bestimmung – Insurgent (Insurgent) - Kingsman: The Secret Service - San Andreas - Maze Runner – Die Auserwählten im Labyrinth (The Maze Runner) - Tracers Choice Movie Actor: Action - Paul Walker – Fast & Furious 7 (Furious 7, postum) - Vin Diesel – Fast & Furious 7 (Furious 7) - Ansel Elgort – Die Bestimmung – Insurgent (Insurgent) - Theo James – Die Bestimmung – Insurgent (Insurgent) - Taylor Lautner – Tracers - Dylan O’Brien – Maze Runner – Die Auserwählten im Labyrinth (The Maze Runner) Choice Movie Actress: Action - Shailene Woodley – Die Bestimmung – Insurgent (Insurgent) - Jordana Brewster – Fast & Furious 7 (Furious 7) - Alexandra Daddario – San Andreas - Maggie Grace – 96 Hours – Taken 3 (Taken 3) - Michelle Rodríguez – Fast & Furious 7 (Furious 7) - Kaya Scodelario – Maze Runner – Die Auserwählten im Labyrinth (The Maze Runner) Choice Movie: Sci-Fi/Fantasy - Die Tribute von Panem – Mockingjay Teil 1 (The Hunger Games: Mockingjay – Part 1) - Avengers: Age of Ultron - Cinderella - Mad Max: Fury Road - Der Hobbit: Die Schlacht der Fünf Heere (The Hobbit: The Battle of the Five Armies) - A World Beyond (Tomorrowland) Choice Movie Actor: Sci-Fi/Fantasy - Josh Hutcherson – Die Tribute von Panem – Mockingjay Teil 1 (The Hunger Games: Mockingjay – Part 1) - George Clooney – A World Beyond (Tomorrowland) - Robert Downey Jr. – Avengers: Age of Ultron - Chris Hemsworth – Avengers: Age of Ultron - Liam Hemsworth – Die Tribute von Panem – Mockingjay Teil 1 (The Hunger Games: Mockingjay – Part 1) - Channing Tatum – Jupiter Ascending Choice Movie Actress: Sci-Fi/Fantasy - Jennifer Lawrence – Die Tribute von Panem – Mockingjay Teil 1 (The Hunger Games: Mockingjay – Part 1) - Mackenzie Foy – Interstellar - Lily James – Cinderella - Scarlett Johansson – Avengers: Age of Ultron - Mila Kunis – Jupiter Ascending - Britt Robertson – A World Beyond (Tomorrowland) Choice Movie: Comedy - Pitch Perfect 2 - Aloha – Die Chance auf Glück (Aloha) - Dumm und Dümmehr (Dumb and Dumber To) - Nachts im Museum: Das geheimnisvolle Grabmal (Night at the Museum: Secret of the Tomb) - Der Kaufhaus Cop 2 (Paul Blart: Mall Cop 2) - DUFF – Hast du keine, bist du eine (The Duff) Choice Movie Actor: Comedy - Skylar Astin – Pitch Perfect 2 - Robbie Amell – DUFF – Hast du keine, bist du eine (The Duff) - Jim Carrey – Dumm und Dümmehr (Dumb and Dumber To) - Bradley Cooper – Aloha – Die Chance auf Glück (Aloha) - Kevin James – Der Kaufhaus Cop 2 (Paul Blart: Mall Cop 2) - Ben Stiller – Nachts im Museum: Das geheimnisvolle Grabmal (Night at the Museum: Secret of the Tomb) | Choice Movie Actress: Comedy - Anna Kendrick – Pitch Perfect 2 - Raini Rodriguez – Der Kaufhaus Cop 2 (Paul Blart: Mall Cop 2) - Emma Stone – Aloha – Die Chance auf Glück (Aloha) - Mae Whitman – DUFF – Hast du keine, bist du eine (The Duff) - Rebel Wilson – Pitch Perfect 2 - Reese Witherspoon – Miss Bodyguard – In High Heels auf der Flucht (Hot Pursuit) Choice Summer Movie - Margos Spuren (Paper Towns) - Alles steht Kopf (Inside Out) - Jurassic World - Ich und Earl und das Mädchen (Me and Earl and the Dying Girl) - Spy – Susan Cooper Undercover (Spy) - Terminator: Genisys (Terminator Genisys) Choice Summer Movie Star: Male - Channing Tatum – Magic Mike XXL - Dwayne Johnson – San Andreas - Chris Pratt – Jurassic World - Paul Rudd – Ant-Man - Adam Sandler – Pixels - Nat Wolff – Margos Spuren (Paper Towns) Choice Summer Movie Star: Female - Cara Delevingne – Margos Spuren (Paper Towns) - Emilia Clarke – Terminator: Genisys (Terminator Genisys) - Bryce Dallas Howard – Jurassic World - Evangeline Lilly – Ant-Man - Melissa McCarthy – Spy – Susan Cooper Undercover (Spy) - Amy Poehler als Freude – Alles steht Kopf (Inside Out) Choice Movie: Breakout Star - Cara Delevingne – Margos Spuren (Paper Towns) - Thomas Brodie-Sangster – Maze Runner – Die Auserwählten im Labyrinth (The Maze Runner) - Scott Eastwood – Kein Ort ohne dich (The Longest Ride) - Taron Egerton – Kingsman: The Secret Service - Thomas Mann – Ich und Earl und das Mädchen (Me and Earl and the Dying Girl) - Elizabeth Olsen – Avengers: Age of Ultron Choice Movie: Chemistry - Anna Kendrick & Brittany Snow – Pitch Perfect 2 - Jim Carrey & Jeff Daniels – Dumm und Dümmehr (Dumb and Dumber To) - Vin Diesel, Tyrese Gibson, Dwayne Johnson, Ludacris, Michelle Rodríguez & Paul Walker – Fast & Furious 7 (Furious 7) - Thomas Mann & RJ Cyler – Ich und Earl und das Mädchen (Me and Earl and the Dying Girl) - Dylan O’Brien & Thomas Brodie-Sangster – Maze Runner – Die Auserwählten im Labyrinth (The Maze Runner) - Sofía Vergara & Reese Witherspoon – Miss Bodyguard – In High Heels auf der Flucht (Hot Pursuit) Choice Movie: Liplock - Shailene Woodley & Theo James – Die Bestimmung – Insurgent (The Divergent Series: Insurgent) - Jennifer Lawrence & Liam Hemsworth – Die Tribute von Panem – Mockingjay Teil 1 (The Hunger Games: Mockingjay – Part 1) - Blake Lively & Michiel Huisman – Für immer Adaline (The Age of Adaline) - Mae Whitman & Robbie Amell – DUFF – Hast du keine, bist du eine (The Duff) - Rebel Wilson & Adam DeVine – Pitch Perfect 2 - Reese Witherspoon & Sofía Vergara – Miss Bodyguard – In High Heels auf der Flucht (Hot Pursuit) Choice Movie: Hissy Fit - Anna Kendrick – Pitch Perfect 2 - Lewis Black als Wut – Alles steht Kopf (Inside Out) - Bryce Dallas Howard – Jurassic World - Melissa McCarthy – Spy – Susan Cooper Undercover (Spy) - Reese Witherspoon – Miss Bodyguard – In High Heels auf der Flucht (Hot Pursuit) Choice Movie Scene Stealer - Chris Evans – Avengers: Age of Ultron - Adam DeVine – Pitch Perfect 2 - Green Bay Packers – Pitch Perfect 2 - Nicholas Hoult – Mad Max: Fury Road - Hailee Steinfeld – Pitch Perfect 2 - Miles Teller – Die Bestimmung – Insurgent (The Divergent Series: Insurgent) Choice Movie Villain - Bella Thorne – DUFF – Hast du keine, bist du eine (The Duff) - Rose Byrne – Spy – Susan Cooper Undercover (Spy) - Vincent D’Onofrio – Jurassic World - Jason Statham – Fast & Furious 7 (Furious 7) - Donald Sutherland – Die Tribute von Panem – Mockingjay Teil 1 (The Hunger Games: Mockingjay – Part 1) - Kate Winslet – Die Bestimmung – Insurgent (The Divergent Series: Insurgent) |

### Fashion
| Choice Male Hottie - One Direction - 5 Seconds of Summer - Justin Bieber - Ryan Guzman - Austin Mahone - Zayn Malik | Choice Female Hottie - Fifth Harmony - Miley Cyrus - Cara Delevingne - Selena Gomez - Rihanna - Taylor Swift |

### Sport
| Choice Male Athlete - Stephen Curry (Basketball) - American Pharoah & Victor Espinoza (Pferderennen) - Tom Brady (American Football) - LeBron James (Basketball) - Cristiano Ronaldo (Fußball) - Jordan Spieth (Golf) | Choice Female Athlete - Frauen-Fußballnationalmannschaft der Vereinigten Staaten (Fußball) - The Bella Twins (Wrestling) - Simone Biles (Turnen) - Danica Patrick (Autorennen) - Ronda Rousey (Mixed Martial Arts) - Serena Williams (Tennis) |

### Weitere
| Choice Comedian - Ellen DeGeneres - Jimmy Fallon - Kevin Hart - Jimmy Kimmel - George Lopez - Amy Schumer | Choice Selfie Taker - One Direction - Justin Bieber - Kylie Jenner - Kim Kardashian - Rihanna - Nicole Scherzinger | Choice Dancer - Chloe Lukasiak - Stephen “tWitch” Boss - Allison Holker - Derek Hough - Les Twins - Maddie Ziegler | Choice Model - Kendall Jenner - Hailey Baldwin - Cara Delevingne - Gigi Hadid - Karlie Kloss - Robyn Lawley |